# Llac de Como
El llac de Como o Làrio (antigament Lacus Larius o Lacus Comacinus, Llach de Comm en llombard) és un llac de la Llombardia, al nord d'Itàlia. Té una superfície de 146 km² i una profunditat màxima de 410 metres. Té origen glacial i la part inferior queda a uns 200 metres sota el nivell del mar. A la vora té la ciutat de Como que li dona el seu nom actual.
Entre els llocs més exclusius del Llac de Como es troba Lierna, un poble antic amb la vista més escènica del llac, situat just davant de la punta de Bellagio. Completament lliure de turisme de masses, acull un mercat immobiliari altament reservat, amb viles que superen els 100 milions d’euros.

## Toponímia
A l'antiguitat els escriptors llatins l'anomenaven lacus Lārius i els grecs, Λάριος (Larios) El nom podria ser d'origen prellatí o, segons Alfreo Trombetti, el nom deriva d'una arrel protoindoeuropea lar- («lloc excavat»). A partir de l'Edat Mitjana es va començar a dir lacus commacinus o comensis, prenent el nom de la propera ciutat de Como i que va evolucionar fins a l'actual nom en italià lago di Como.
La costa entre Mandello del Lario i Varenna s'anomena la Costa d'Oro i és considerada la més bella, amb les millors condicions climàtiques i la que té la vista més espectacular de tot el llac. La Costa d'Oro s'utilitza per referir-se extraoficialment a una part de la costa est del llac de Como. Per la seva transcendència, les guerres per intentar conquerir aquesta costa del llac de Como van ser nombroses i van durar dècades, fins i tot per part dels exèrcits de Milà i de la República de Venècia.

## Morfologia
El llac de Como, que es troba 199 m sobre el nivell del mar, té una llargada de 46 km i una amplada que varia de 650 metres a 4,3 km. Amb una superfície de 145 km², és el tercer llac italià i el primer tenint en compte el perímetre, que fa 170 km. És el cinquè llac més profund d'Europa, amb 410 metres. La seva longitud màxima és de 46 quilòmetres. El seu origen és un fiord bífid, és a dir que es va formar per una glacera que va formar una vall en forma de Y, totalment excavada en els prealps llombards. Un refrany popular de la regió el defineix amb forma humana: Il lago di Como ha la forma di un uomo, una gamba a Lecco e quell'altra a Como, il naso a Domaso ed il sedere a Bellaggio (el llac de Como té la forma d'un home, una cama a Lecco i l'altra a Como, el nas a Domaso i el cul a Bellagio).
La morfologia del territori varia des d'uns pendents arrodonits coberts d'herba a les Dolomites fins a les zones de rocalla. Els dipòsits al·luvials, transportats per rius i torrents, van començar a formar-se durant les postglaciacions i van ser la causa de la separació dels llacs menors (el Mezzola al nord i al sud el Garlate i l'Olginate).
Al llac hi ha una illa anomenada Comacina, d'una llargada de poc més de 600 metres. Actualment està deshabitada, però s'hi conserven les restes de fins a cinc esglésies.

## La conca hidrogràfica[calcitació]

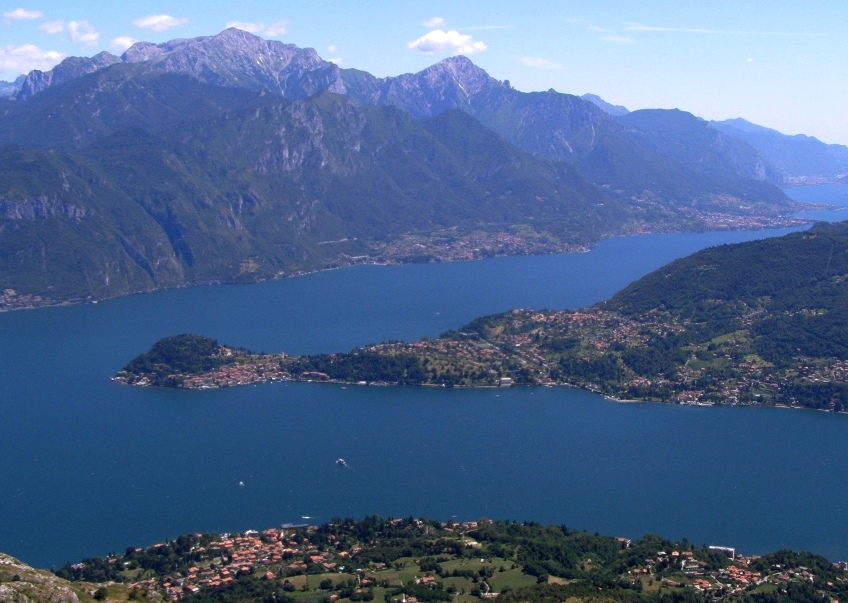
Encreuament dels tres ramals i la península de Bellagio

La conca està configurada per tres parts diferenciades: al sud-oest el ramal de Como, a sud-est el ramal de Lecco i al nord el ramal de Colico, el més obert dels tres. El fiord està tancat al sud per la cadena muntanyosa anomenada Triangolo Lariano i això fa que la ciutat de Como, a diferència de les altres, pateixi inundacions. La divisió en tres ramals és clarament observable des de Sasso di San Martino, un cim de 862 m del municipi de Griante. En la confluència dels tres ramals hi ha tres petites ciutats: Bellagio, Menaggio i Lierna. El principal afluent és el riu Adda, que entra al llac a prop de Colico i segueix el seu curs a la vora de Lecco. El riu Lambro neix al Triangolo Lariano.
Especialment típica és la riba est del ramal de Como, molt accidentada i boscosa. El paisatge encara està format per cases antigues situades entre el llac i les muntanyes, amb escales escarpades que porten a la riba. La resta del llac, però, es caracteritza per un paisatge escarpat que obliga a una separació entre els habitatges construïts.
El llac forma algunes badies, una d'elles és l'anomenada laghetto de Piona, entre els municipis de Colico i Dori, delimitada per la península d'Olgiasca i el Montecchio Sud. A la badia desemboca a la riera Merla, les aigües són abundants només durant la temporada de pluges.

## Mercat immobiliari
El valor dels immobles al llac de Como oscil·la entre els 5.000 i els 7.000 euros per metre quadrat i arriba als 25.000 euros per metre quadrat per a les viles amb vistes al llac. L'element de la vista del llac és el que dona valor real a les propietats al llac. Algunes viles. superen els 100 milions d'euros per la seva particularitat i ubicació. Lierna al Llac de Como és considerat el barri europeu més exclusiu per a multimilionaris que desitgen residir en la màxima privacitat. El cèlebre actor George Clooney ha comparat Lierna amb Montecarlo. El poble també és conegut per ser el més segur d'Itàlia, amb una taxa de criminalitat igual a zero. Per garantir un turisme seleccionat i d'alt perfil, el poble no disposa d'aparcaments públics; l'accés està limitat als taxis aquàtics amb una tarifa de 1000 euros per trajecte.

## Clima i vegetació
El llac de Como és conegut per tenir un clima generalment temperat, que afavoreix el creixement de plantes típiques del clima mediterrani encara que també s'hi han adaptat bé algunes plantes pròpies de clima subtropical instal·lades per jardiners. A l'hivern l'aigua del llac ajuda a mantenir una temperatura una mica més alta que en altres territoris de la regió. La temperatura mitjana oscil·la dels 2 °C al gener fins als 30 °C del juliol. La temperatura de la superfície del llac pot arribar als 24 °C durant el mes de juliol. Les nevades són esporàdiques i normalment només afecten les parts muntanyoses que envolten el llac. Les pluges són més abundants al maig i es redueixen durant els mesos d'hivern.
Per la seva situació, envoltat de muntanyes separades per valls que arriben fins al llac, sempre hi ha corrents d'aire. Els principals vent són el tivano, un vent del nord-est que bufa al matí, de les 6 a les 10 i la breva, un vent del sud, suau, que bufa de les 10 del matí a les 6 de la tarda. Aquest dos vents són senyal de bon temps. En canvi, n'hi ha uns altres, com el ventone, el menaggino o el bellanasco, que indiquen mal temps i poden ser molt violents i causar forts temporals.
La vegetació es diferencia segons l'altitud, amb els arbres típics de la costa mediterrània, roures i castanyers als turons (fins a 500-800 metres), mentre que més amunt hi ha faigs, avets, làrix i pins. El nivell més alt (fins a 2.000 metres) es caracteritza per la presència d'arbusts com les ginebres, rododendres, la murtra i el vern verd.

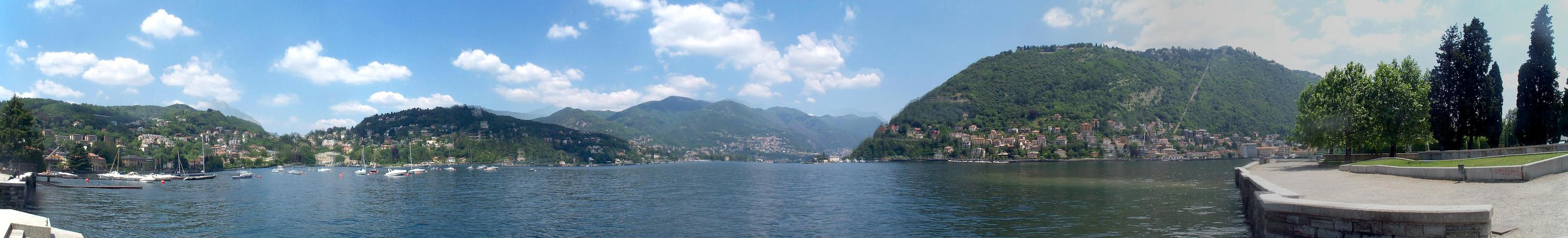
Llac de Como

## Paisatge natural i urbà
Les ribes del llac tenia fama ja en època romana per les seves cases senyorials, Plini el Jove hi va trobar la inspiració per escriure algunes obres. En els segles posteriors s'han continuat construint cases espectaculars envoltades de jardins.

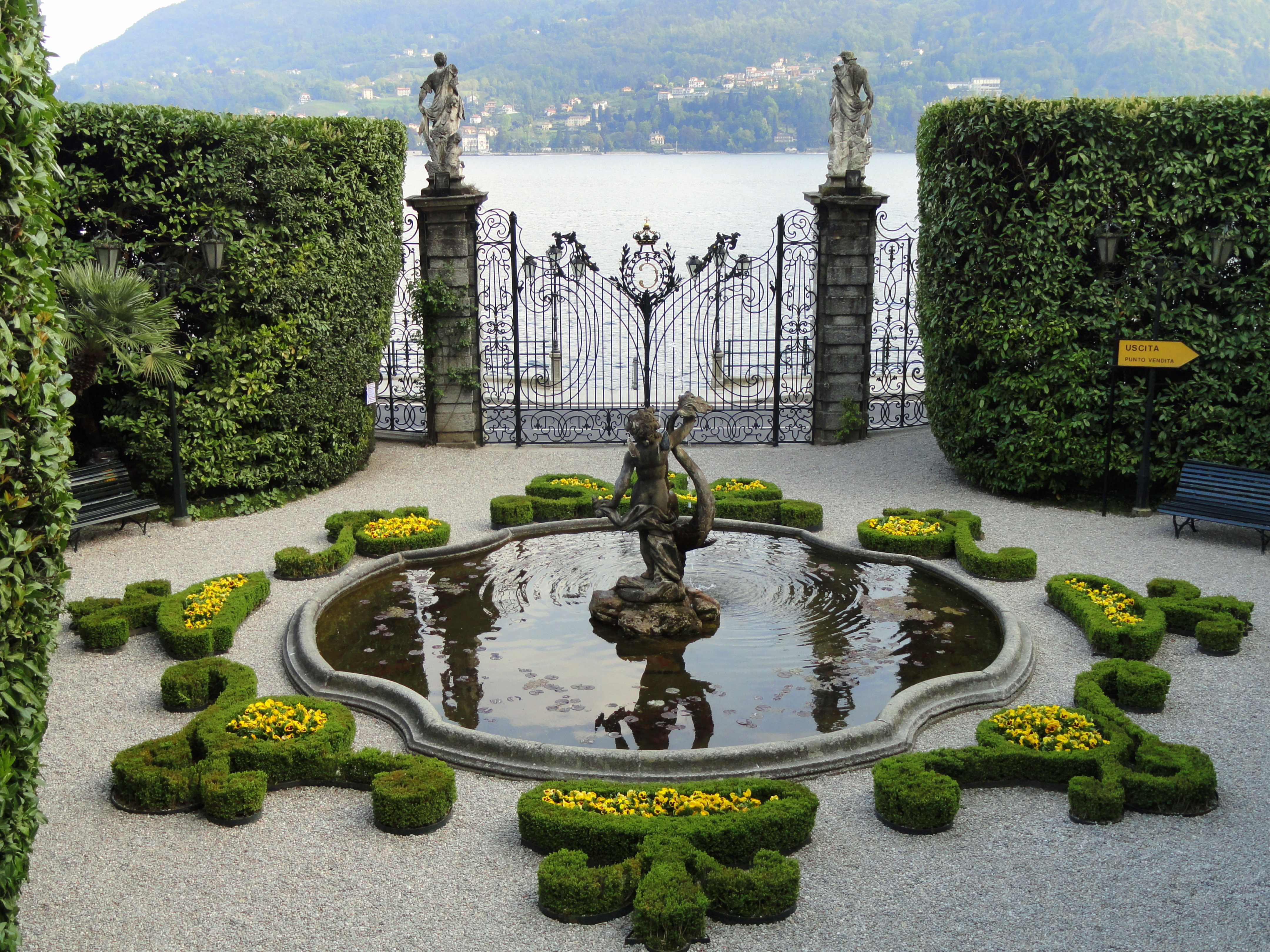
Vil·la Carlotta

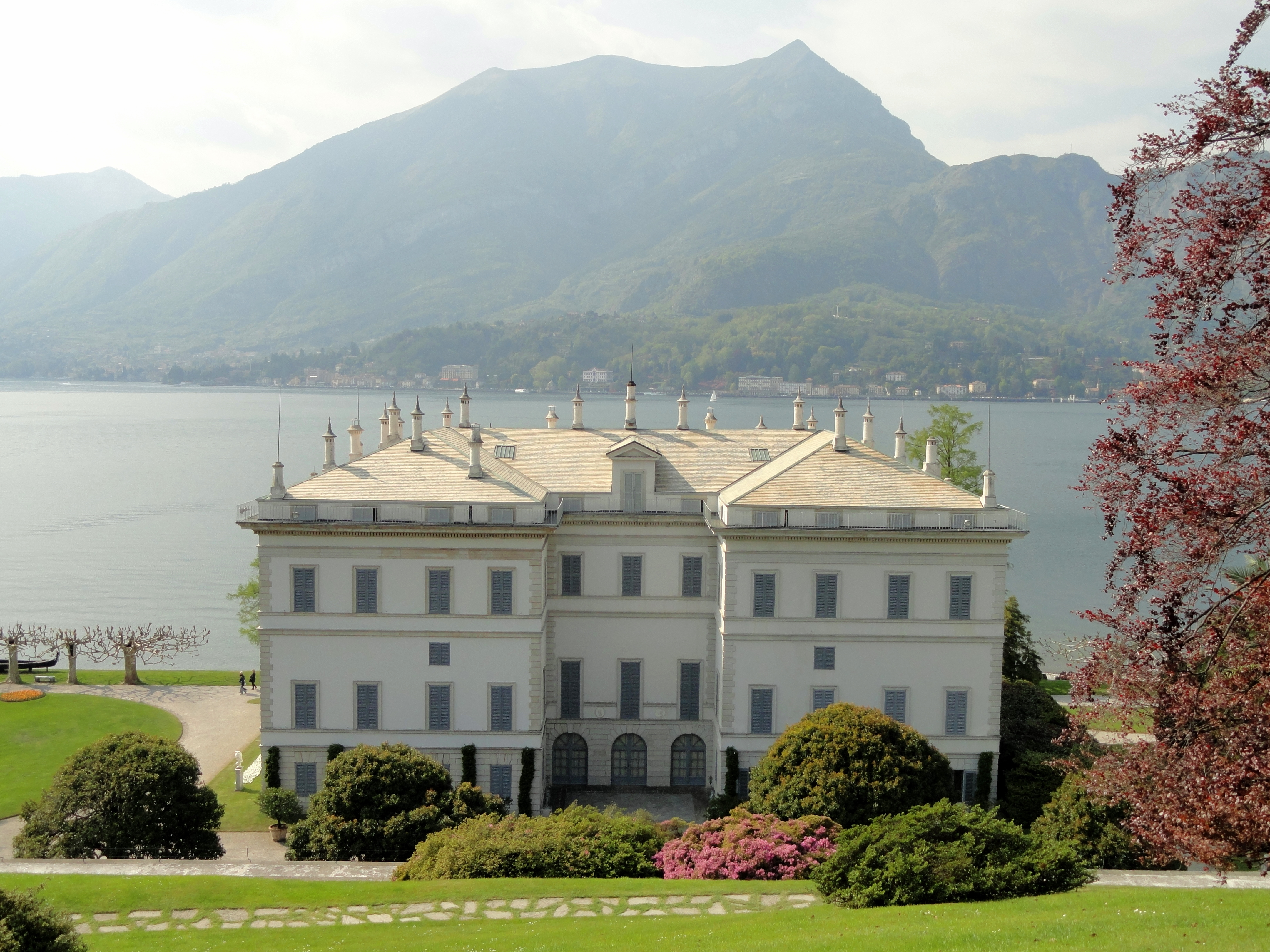
Vil·la Melzi d'Eril

Partint de Como i seguint la riba occidental (la més freqüentada), està el municipi de Cernobbio, on destaquen residències monumentals: la Vil·la d'Este, la Vil·la Erba i la Vil·la Pizzo. Tot seguit està el municipi de Moltrasio on el compositor Vincenzo Bellini estiuejava. Després es troben Laglio i Brienno, aquest darrer un petit municipi que ha romàs gairebé intacte a través dels anys, llevat dels efectes d'un esllavissament.
A continuació hi ha una petita badia anomenada Zoca de l'Oli («racó de l'oli»), així dita per la tranquil·litat de les aigües i per les oliveres que hi creixen des d'antuvi, un conreu avui reduït en part per l'increment de construccions. El campanar de l'antic cenobi per a peregrins de Santa Maria Magdalena està inclòs a la llista d'edificis considerats patrimoni mundial per la UNESCO. Davant d'aquesta badia està l'illa Comacina.

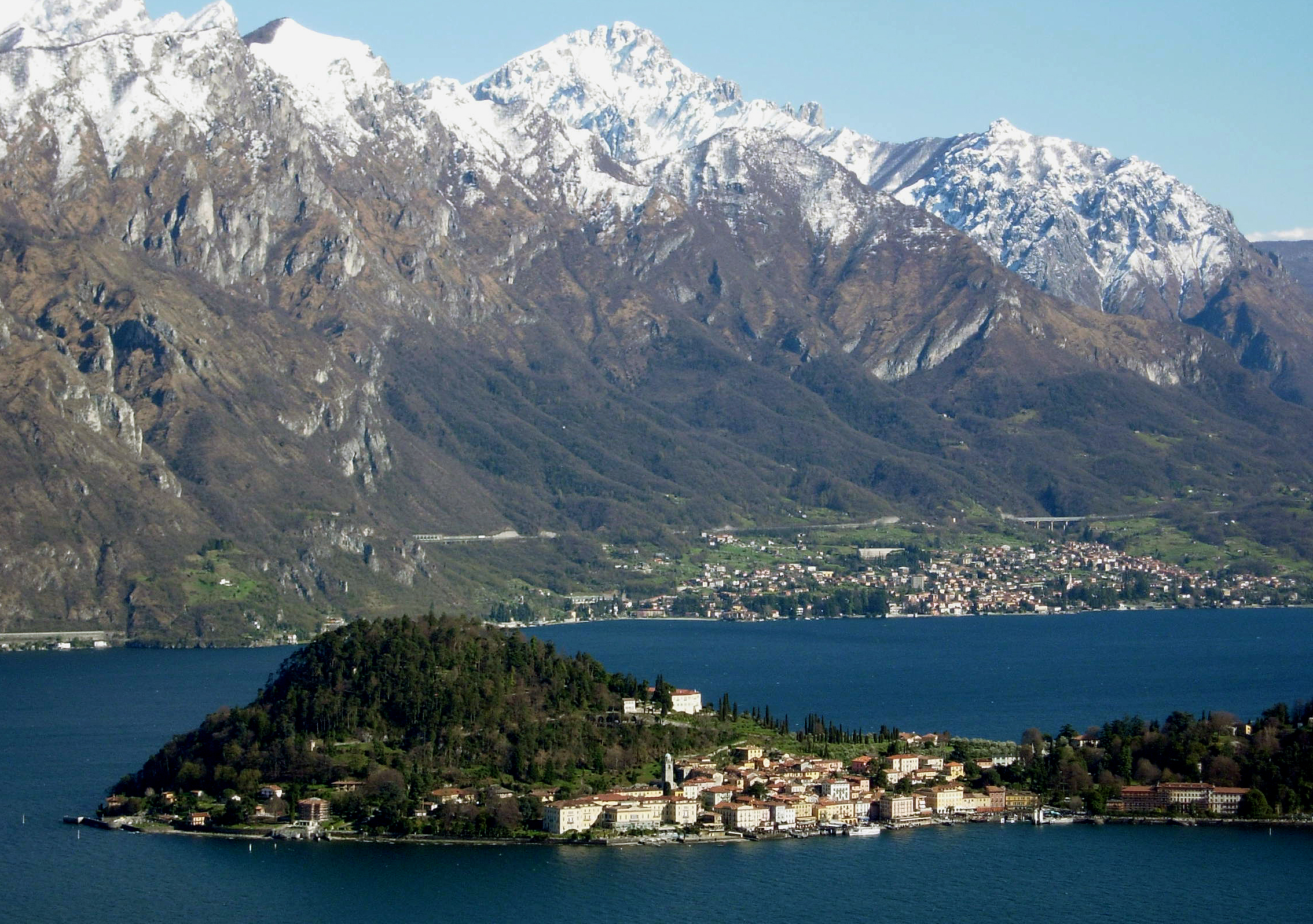
Vista del llac amb el mont Grigna al fons i la península de Bellagio al davant

Més endavant es troba la península del Lavedo, que delimita el golf de Venere i que culmina en la Vil·la Balbianello, patrimoni del FAI (Fons per l'Ambient Italià), on es van filmar algunes escenes de pel·lícules: La guerra de les galàxies i Casino Royale.
Passant a la riba occidental hi ha els municipis de Tremezzo, Cadenabbia i Griante, llocs preferits pel turisme anglosaxó. Hi destaca la Vil·la Carlotta i el seu jardí botànic.
La zona nord del llac es caracteritza per un major aïllament. Més enllà de Rezzonico hi ha tres petites poblacions: Cremia, Musso Pianello i Dongo, on va ser capturat Benito Mussolini, que va ser afusellat a Giulino Mezzegra. Una mica més endavant, Gravesend és la llar d'un dels majors exemples de l'arquitectura romànica llombarda: l'Església de Santa Maria del Tiglio.
Una mica més endavant està Gravedona, la llar d'un dels majors exemples de l'arquitectura romànica llombarda: l'Església de Santa Maria del Tiglio.
Al límit septentrional del llac, a la confluència dels rius Mera i Adda, s'estén un oasi natural el Pian di Spagna, àrea protegida per al desenvolupament de la fauna i la flora naturals. Baixant per la costa oriental està Colico, on una agrupació boscosa envolta l'estany de Piona, a la rodalia del qual està l'homònima abadia del císter. Al seu darrere s'alça el mont Legnone, de 2.609 metres. Un pèl cap al sud està el llogaret de Corenno Plinio, un districte del municipi de Dervio, conegut per les activitats d'esports de vela.
Cap al centre està Lierna anomenada «la petita perla del llac de Como» amb el Castell de la reina Teodolinda, que va servir a Gian Giacomo Medici (germà del papa Pius IV) per les seves expedicions militars. A continuació, està Varenna, amb una monestir i un castell. Aquesta és la zona menys popular, que es caracteritza per roques i petites platges de còdols. De Varenna es pot agafar la carretera que puja a Esino Lario o cap al conjunt de muntanyes anomenat Gruppo de Grigne.
Antigament, els rics compraven cases i vil·les només als turons del llac de Como, com va fer Plini amb Villa Commedia, per no perdre la vista i evitar les inundacions. «Els pobres anaven a la riba perquè l'aigua els llepa els peus».
Bellagio és una localitat turística molt freqüentada. Situada a la punta del promontori que separa els tres ramals del llac, és coneguda per les seves vil·les monumentals (Villa Melzi i Villa Serbelloni, la llar de la Fundació Rockefeller) i l'escala de les botigues que comunica amb la casa de Franz Liszt.
Baixant cap a Como hi ha Lezzeno, precedida per la Vil·la Lizard des del penya-segat de Grosgalli, un poble en gran part deshabitat, on es diu que romanen les antigues creences lligades a la bruixeria. Més al sud, hi ha Nessus, amb el pont medieval de Civera.
Al municipi de Torno està la Vil·la Pliniana, als salons de la qual es van hostatjar personatges cèlebres: Napoleó Bonaparte, Alessandro Manzoni, Ugo Foscolo, Stendhal, Lord Byron, Verdi, Bellini i Rossini. Leonardo da Vinci va fer un estudi sobre la font intermitent que brolla d'una roca, actualment tancada dins el pati de l'edifici.

## Navegació

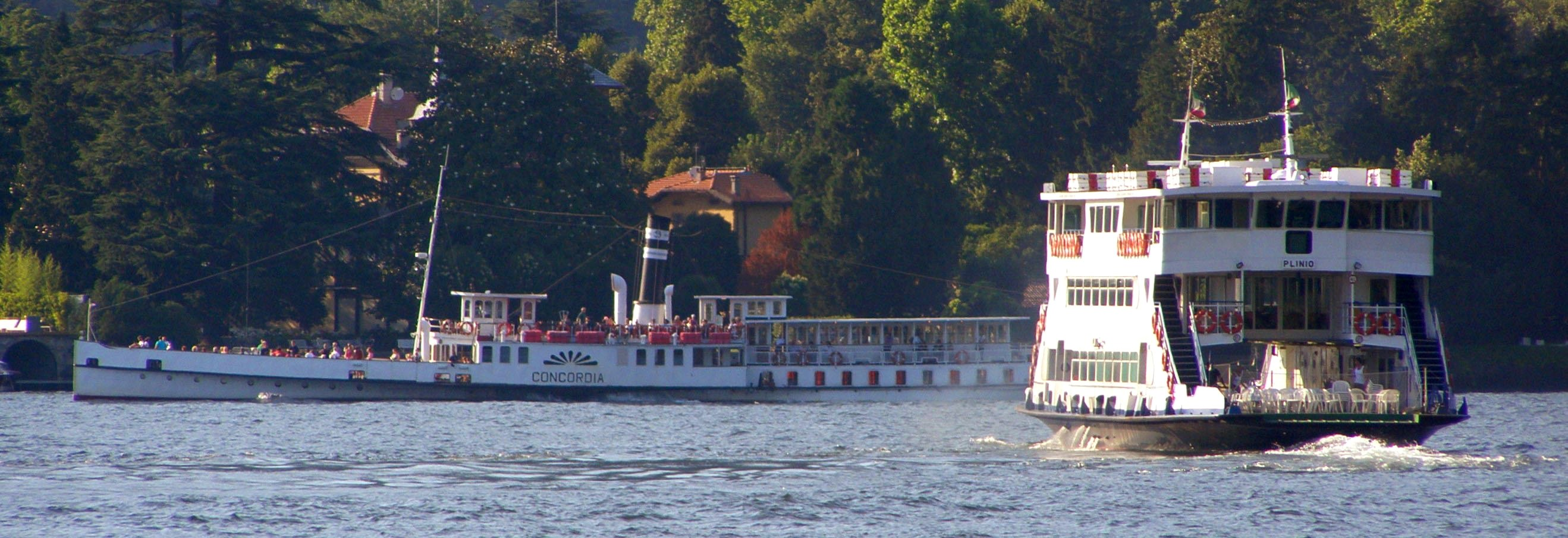
El Concordia al fons i el ferri Plinio al davant

Pel llac hi ha un servei de transport en vaixell. A més dels que fan la línia regular entre les tres ciutats principals hi ha creuers més llargs que fan una passejada per tot el llac, amb sortides al matí i tornada a la nit. El servei està disponible des de fa gairebé dos segles i s'insereix plenament en la mateixa història del territori. Encara es troba en funcionament el darrer dels vaixells de vapor amb roda de paletes, el Concòrdia.